# Amaranta
Amaranta – imię żeńskie, żeński odpowiednik imienia Amarant/Amarantus, pochodzące od gr. αμάραντος (amarantos), co oznacza "niezatarty", "niewygasający". Patronem tego imienia jest św. Amarant(us) z Albi (VI wiek).
Dwie postacie o imieniu Amaranta występowały w powieści Sto lat samotności pisarza Gabriela Garcíi Márqueza.
Amaranta imieniny obchodzi 7 listopada.